# Ammotrypane polycheles
Ammotrypane polycheles är en ringmaskart som först beskrevs av Grube 1866.  Ammotrypane polycheles ingår i släktet Ammotrypane och familjen Opheliidae. Inga underarter finns listade i Catalogue of Life.